# Río Escalante (Venezuela)
Der Río Escalante ist ein Fluss im Nordwesten von Venezuela. Er entspringt in den Anden auf 3.350 Metern in Táchira und durchfließt die Bundesstaaten Táchira, Mérida und Zulia. Er mündet mit zwei Armen in den Maracaibo-See.
Der Fluss entsteht aus dem Río San Mate und speist sich aus den Zuflüssen Río Onia, der seinen Ursprung im Onia-Stausee hat, sowie dem Río Morotuto.
Die Städte Santa Cruz del Zulia, Santa Bárbara del Zulia und San Carlos del Zulia liegen am Escalante.